# Амир Халил

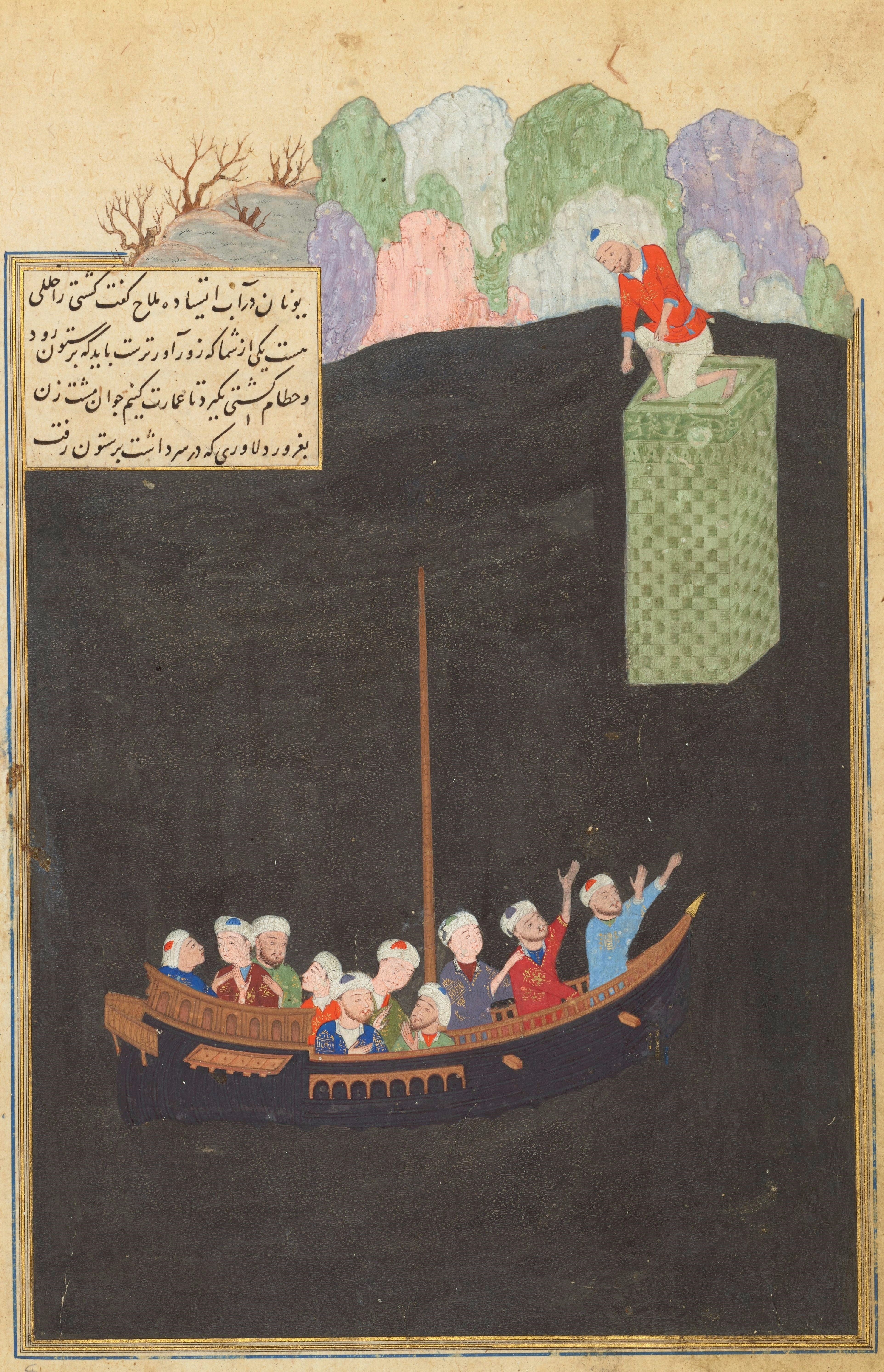
Амир Халил. Юноша, оставленный на произвол судьбы злым моряком. Миниатюра из «Гулистана» Саади. 1427 г. Библиотека Честер Битти, Дублин.

Амир Халил (также эмир Халил; работал в первой трети XV века) — персидский художник.
Амир Халил был ведущим художником китабхане тимуридского принца Байсонкура. По единодушному мнению исследователей, продукция этой мастерской являет собой образец классического стиля персидской миниатюры.
Имя художника упоминает его современник, хронист Даулатшах, называя его «вторым Мани» и одним из четырёх «мастеров столицы Шахруха, которые не имеют равных в наше время в обитаемой части [мира]», а век с лишним спустя ему вторит художник и историк искусства Дуст Мухаммад в своём «Трактате о каллиграфах и художниках» (1544г) сообщая, что принц Байсонкур пожелал иметь антологию, такую же, как у Ахмеда Джалаира, правившего в Багдаде, и поручил её иллюстрирование Амиру Халилу: «Его величество Байсонкур-мирза приказал доставить из Тебриза мастера Сейиди Ахмеда — наккаша, ходжу Али — мусаввира и Кавам ад-Дина Тебризи — переплётчика, чтобы они по прекрасному образцу султана Ахмеда из Багдада — с тем же размером [страниц], [количеством] строк и таким же расположением иллюстраций — точно такую книгу для него изготовили. …. Сделать в ней украшения и иллюстрации обязался эмир Халил. Он в то время был наиболее неподражаемым [мастером] своей эпохи и по манере [живописи] единственным и несравненным».
Далее Дуст Мухаммад приводит анекдотическую историю, случившуюся с Амиром Халилом на одном из маджлисов у Байсонкура-мирзы. Во время происходившего в саду вечернего собрания художников, музыкантов и придворных, Амир Халил, бывший закадычным другом Байсонкура, оказался слишком близко от своего повелителя, и по неловкости нечаянно рассёк ему лоб. Испугавшись последствий, он убежал и спрятался во дворце. Байсонкур же, не подозревая об этом, запер все двери дворца, чтобы его мать, строгая Гохаршад, не вышла, и не узнала о произошедшем инциденте (её гнев мог отразиться на судьбе художника), и распорядился, чтобы придворные разыскали убежавшего Амира Халила. Тот в свою очередь, оказавшись в запертом дворце, воспринял это как свидетельство крайнего гнева принца. И открыв дверь сам, распростерся ниц, умоляя простить его.
Амир Халил входил в круг ближайших друзей принца Байсонкура, он был не рядовым художником, но ответственным за иллюстрирование манускриптов в целом. Долгое время его имя было известно только из хроник и трактатов. Однако обнаруженная в 1948 году в библиотеке стамбульского дворца Топкапы докладная-челобитная, известная как «Арзадашт», позволила привязать имя художника к конкретным миниатюрам. В первую очередь в этом документе сообщается: «Амир Халил завершил вздымающиеся волны в двух морских сценах из „Гулистана“ и приступит к наложению красок». Следует отметить, что «вздымающиеся волны», судя по миниатюрам, требовали кропотливой и тщательной работы. Поскольку манускрипт «Гулистан» Саади сохранился (ныне он в библиотеке Честер Битти, Дублин), и в нём действительно две морские сцены, исследователи смогли воссоздать приблизительные очертания творческой манеры художника. Сегодня ему приписывается участие во всех лучших книжных проектах, осуществлённых в мастерской Байсонкура, в том числе и в знаменитом байсонкуровом «Шахнаме». Однако дискуссия об этом мастере не завершена.
Происхождение художника не известно. Возможно, что ранее он работал в мастерской отца Байсонкура, Шахруха. В его творчестве видно сильное влияние художников из багдадской китабхане Ахмеда Джалаира. Не исключено, что ранее он обучался у кого-то из них.
Байсонкур так и не увидел завершения своей «Антологии», проиллюстрированной Амиром Халилом. В результате внезапной смерти принца в 1433 году, китабхане перешла по наследству к его сыну Ала ад-Дауле, который распорядился завершить манускрипт. После этого следы художника теряются.